# Exocentrus marginicollis
Exocentrus marginicollis är en skalbaggsart som beskrevs av Fisher 1932. Exocentrus marginicollis ingår i släktet Exocentrus och familjen långhorningar. Inga underarter finns listade i Catalogue of Life.